# Silene laconica
Silene laconica är en nejlikväxtart som beskrevs av Pierre Edmond Boissier och Orph. Silene laconica ingår i släktet glimmar, och familjen nejlikväxter. Inga underarter finns listade i Catalogue of Life.